# Netopýr hvízdavý
Netopýr hvízdavý (Pipistrellus pipistrellus) je druh savce z čeledi netopýrovitých.

## Areál rozšíření
Vyskytuje se všude v Evropě, mimo severní oblastí, na východ přes západní Asii až k Bajkalskému jezeru v Rusku, na jihu se vyskytuje až po Kašmír a pohoří Altaj. Patří k méně ohroženým druhům a žije zejména v nížinách a středních polohách. Je to pravděpodobně nejrozšířenější druh netopýra v Česku a střední Evropě.

## Popis
Váží 3,8–7 gramů , velký je 4–5 cm a rozpětí křídel má 18–24 cm. Má krátké trojúhelníkovité boltce. Zimuje zejména v jeskyních nebo sklepech. Letní úkryty mívá v budovách a dutinách střech. Je to společenský netopýr, letní kolonie dosahují počtu až 1000 kusů. Živí se zejména nočním létajícím hmyzem. Samice rodí jedno mládě, které dokáže jednoznačně rozeznat.